# Guillaume Bonhomme
Pour les articles homonymes, voir Bonhomme.
Guillaume Bonhomme (né en 1644 à La Rochelle (France)- mort le 14 mars 1710 à Sainte-Foy (Nouvelle-France)) est un capitaine de milice et le premier seigneur  de la Seigneurie de Bélair en Nouvelle-France.

## Biographie
Guillaume Bonhomme naît à La Rochelle en 1644 ou 1643 selon les sources. Il est le premier de sept enfants de Nicolas Bonhomme dit Beaupré (né vers 1607 et mort en 1683), un soldat de Rouen en France, immigré en Nouvelle-France en 1636 et posté à Trois-Rivières, et de Catherine Gouget (née vers 1616 et morte en 1679),.  Guillaume nait lors du séjour de ses parents à La Rochelle et avant leur retour en Nouvelle-France, où Nicolas Bonhomme obtiendra des terres dans la Seigneurie de Gaudarville et au Coteau Sainte-Geneviève et finira ses jours.
Guillaume Bonhomme se marie avec la Parisienne Françoise Heuché (née vers 1644 et morte en 1699) le 30 octobre 1664 à l'église Notre-Dame de Québec,.  Après la mort de Françoise Heuché, il épousera Marie-Thérèse Piron en 1704,.  Huit de ses 12 enfants atteindront l'âge adulte.
En 1682, alors qu'il a 38 ans, Guillaume Bonhomme reçoit le fief de Bélair, ou seigneurie de Bélair, en concession; concession qui sera ratifiée le 15 avril 1684 par le roi Louis XIV.  Cette seigneurie située au nord-ouest de la ville de Québec est limitrophe des seigneuries Saint-Augustin de Maure, Fossambau et de Gaudarville. Le territoire mesure une lieue de front sur deux lieues dans l'axe perpendiculaire au fleuve Saint-Laurent, entre la rivière Jacques-Cartier et la seigneurie de Saint-Augustin, et comprend le mont Bélair ainsi que le lac Bonhomme,.  L'obtention de cette seigneurie est possiblement attribuable à des actes de bravoure durant les guerres franco-iroquoises.
Il devient lieutenant de milice en 1693, puis capitaine de milice au coteau Sainte-Geneviève (alors la côte Saint-Michel) à Québec entre 1706 à 1709,.  Il ajoute à ces activités l'agriculture ainsi que la pêche à l'anguille, dans une concession couvrant deux arpents dans la seigneurie de Lauzon, sur la pointe de Cap-Rouge. 
D'humeur peu accommodante, il meurt le 14 mars 1710 à l'âge de 66 ans à Sainte-Foy, où il est inhumé,,.   À sa mort, le territoire de sa seigneurie est divisé entre ses enfants, partage difficile qui demandera l'implication de l'intendant Jacques Raudot.  Nicolas, portant le surnom de Seigneur du lac, revend sa part aux Jésuites en 1710. Son frère Guillaume doit mettre aux enchères sa part pour régler une dette d'honneur le 23 mai 1729; François-Étienne Cugnet, qui en prend possession, revendra en 1733 également le territoire aux Jésuites.  Les autres enfants Bonhomme feront de même de 1733 à 1743 et l'ensemble du territoire appartient finalement aux Jésuites.

## Postérité
Le lac Bonhomme et la voie routière y menant, sur le territoire de Val-Bélair dans la ville de Québec (Québec, Canada) sont nommés en son honneur. Un district électoral de l'ancienne ville de Val-Bélair portait également son nom.